# 2018年古典音樂
本頁面是2018年間古典音樂事件（含相關話題）的紀錄頁。

## 事件

### 1月
- 1日：里卡多·穆蒂指揮了維也納新年音樂會的演出，這是他第五次在此登台。Barbara Laister-Ebner在該晚擔任西塔琴演奏（曲目：約翰‧史特勞斯《維也納森林的故事》，作品325），她是維也納新年音樂會歷史上第一位女性西塔琴演出者[1]。
- 3日：聖安東尼奧交響樂團宣布取消2017年樂季的剩餘演出[2][註 1]。
- 8日：La Jolla室內樂協會主席Kristin Lancino辭去（此人事於1月12日生效）。媒體亦報導該協會的夏季音樂節（La Jolla Summerfest）音樂總監林昭亮亦一同離任[5]。
- 10日：倫敦皇家愛樂樂團宣布夏爾·杜特華辭去該團首席指揮暨藝術顧問一職[6]。杜特華原先預計在2019年離任，但隨著對他不當性騷擾行為的指控浮上檯面，導致了此一局面。
- 17日：以色列愛樂宣布拉哈夫‧沙尼（希伯來語：להב שני）為新任的音樂總監，此人事派令於2020年樂季生效[7]。
- 23日：亞特蘭大交響樂團宣布其音樂總監Robert Spano將於2020年樂季結束後離任，樂團預計授予其桂冠指揮的榮銜[8]。
- 25日：馬里斯‧楊頌斯成為柏林愛樂的榮譽團員[9]。
- 29日：維也納廣播交響樂團（德语：ORF Radio-Symphonieorchester Wien）宣布馬林·阿爾索普為新任的首席指揮，合約期為三年，自2019年9月1日生效[10]。阿爾索普是該團史上第一位女性首席指揮。
- 30日：巴黎管弦樂團的首席指揮丹尼尔·哈丁將在本（2018年）樂季結束後離任[11]。

## 新聞來源
1. ↑  . Ober-Österreich Nachrichten. 2018-01-01  [2018-01-06]. （原始内容存档于2019-04-10）.
2. ↑  Steve Bennett. . San Antonio Express-News. 2018-01-04  [2018-01-06]. （原始内容存档于2020-11-09）.
3. ↑  David Hendricks. . San Antonio Express-News. 2018-01-06  [2018-01-06]. （原始内容存档于2020-11-20）.
4. ↑  David Hendricks. . San Antonio Express-News. 2018-01-12  [2018-01-06]. （原始内容存档于2020-09-11）.
5. ↑  George Varga. . San Diego Union-Tribune. 2018-01-08  [2018-01-20]. （原始内容存档于2020-09-11）.
6. ↑   (新闻稿). Royal Philharmonic Orchestra. 10 January 2018  [2018-01-12]. （原始内容存档于2020-10-02）.
7. ↑   (新闻稿). Israel Philharmonic Orchestra. 17 January 2018  [2018-01-20]. （原始内容存档于2020-11-29）.
8. ↑   (新闻稿). Atlanta Symphony Orchestra. 23 January 2018  [2018-01-27]. （原始内容存档于2018-01-27）.
9. ↑   (新闻稿). Berlin Philharmonic Orchestra. 25 January 2018  [2018-01-27]. （原始内容存档于2020-10-20）.
10. ↑   (新闻稿). Vienna Radio Symphony Orchestra. 29 January 2018  [2018-02-04]. （原始内容存档于2020-11-27）.
11. ↑  . France Musique. 2018-01-30  [2018-02-04]. （原始内容存档于2020-10-02）.